# سوخور علی‌محمد گل‌محمدی
سوخورعلی‌محمد گل‌محمدی، روستایی از توابع بخش گوار شهرستان گیلانغرب در استان کرمانشاه ایران است.

## جمعیت
این روستا در دهستان حیدریه قرار دارد و براساس سرشماری مرکز آمار ایران در سال ۱۳۸۵، جمعیت آن ۲۲۹ نفر (۴۸خانوار) بوده‌است.